# Церковь Богоявления (Суздаль)
Церковь Богоявления Господня — летний храм в Кожевенной слободе Суздаля, расположенный в низине на правом берегу реки Каменки. Дошедший до наших дней каменный храм построен в 1781 году. Вместе с рядом стоящей зимней церковью Рождества Иоанна Предтечи (1739 г.) образует архитектурный ансамбль.
Церкви находятся на территории древней слободы суздальских кожевников, располагавшейся по обеим сторонам реки Каменки. В XVII веке на месте ныне существующего ансамбля стояли две деревянные церкви.
Богоявленская церковь возведена в 1781 году рядом с появившейся в первой половине XVIII века зимней церковью Рождества Иоанна Предтечи и сочетает в себе черты архитектуры конца XVII и конца XVIII веков. Основной объём храма имеет форму куба и украшен по углам парными рустами. Этим же декоративным элементом отделаны пристроенные к основному объёму алтарная часть и паперть. Использованные в отделке церкви русты заменили применявшиеся в XVII веке угловые полуколонны, однако наличники выполнены в более старом стиле: окна обрамлены полуколоннами, а сверху украшены килевидными кокошниками.
Богоявленская церковь напоминает другую суздальскую церковь XVIII века, Знамения на Мжаре, хотя в её украшении использован ряд новшеств: кроме парных рустов это простой карниз вместо пояса кокошников Знаменской церкви, а также восьмискатная кровля с пучинами. Здание венчает двухъярусный барабан с луковичной главкой.